# Pierre Lamely

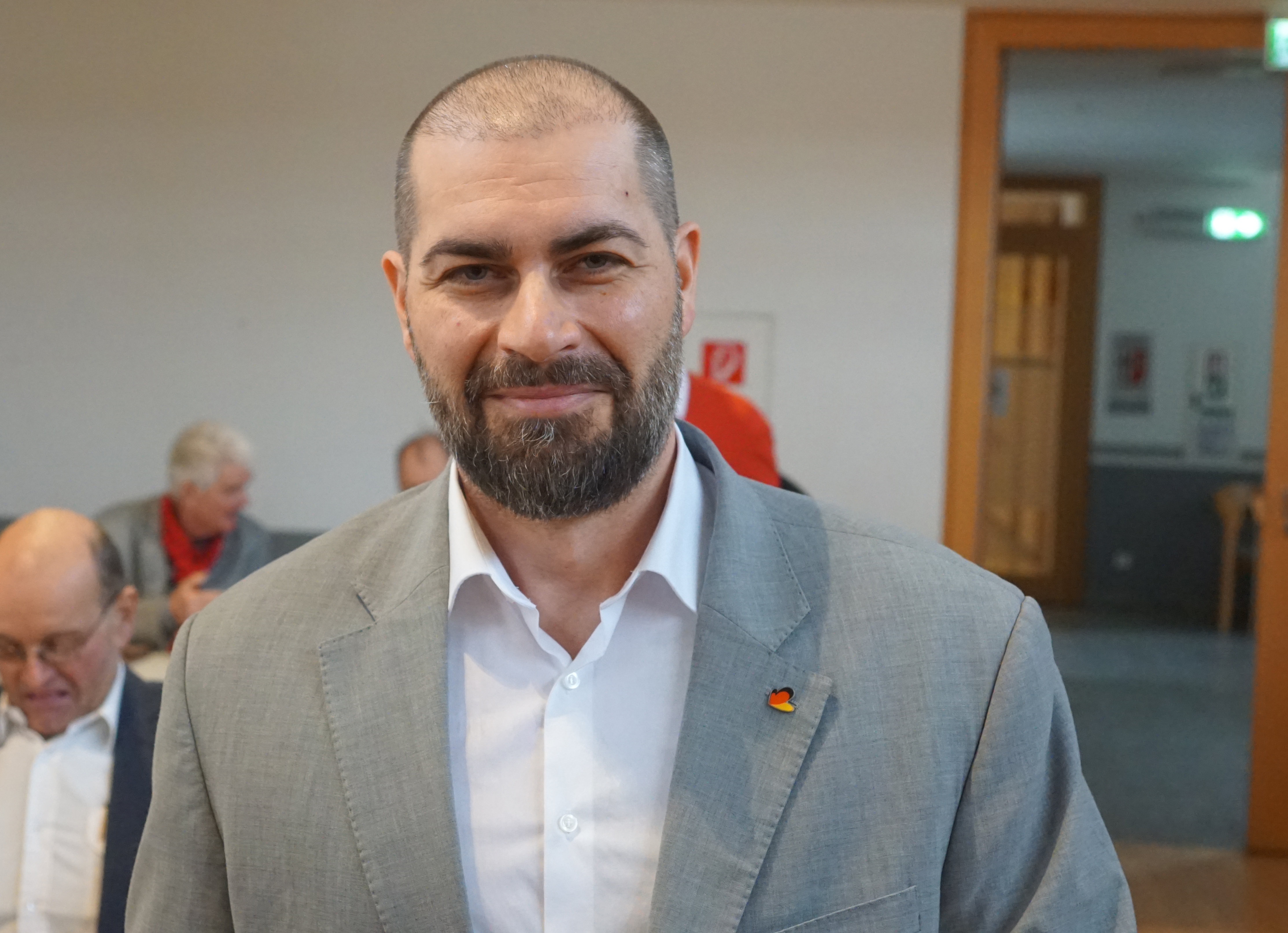
Pierre Lamely (2025)

Pierre Lamely (* 12. Januar 1981 in Fulda) ist ein deutscher Politiker (AfD). Er ist seit 2025 Mitglied des Deutschen Bundestags.

## Leben und Ausbildung
Von 1987 bis 1991 besuchte Lamely die Marquardtschule Fulda, von 1991 bis 1999 die Rabanus-Maurus-Schule in Fulda.
Anschließend absolvierte er eine Ausbildung zum Heizungs- und Lüftungsmonteur, die er 2002 abschloss. Seit 2010 war Lamely im Bereich der Sportveranstaltungen und Sportberichterstattung selbstständig.
Von 2018 bis 2019 war er Referent im Hessischen Landtag, von Juli 2019 bis März 2025 parlamentarischer Assistent im EU-Parlament. 

## Politischer Werdegang
Seit 2016 ist Lamely Mitglied der AfD. Er ist Teil des Kreisvorstandes der AfD Fulda. Von 2020 bis 2022 war er Kreisgeschäftsführer der AfD Fulda, seit 2022 ist er Kreisvorsitzender der AfD Fulda sowie seit 2023 stellvertretender Landessprecher der AfD Hessen.
Pierre Lamely ist seit 2021 Stadtverordneter in Fulda und dort als Fraktionsvorsitzender tätig. Weiterhin ist er seit 2021 Kreistagsabgeordneter in Fulda, seit 2023 Fraktionsvorsitzender. Seit März 2025 ist Lamely Mitglied des Deutschen Bundestages.